# Hassan Chahdi
Sidi-Hassan Chahdi, né le 7 mai 1989 à Cluses) est un athlète professionnel français, spécialiste des courses de fond sur route. Il est plusieurs fois médaillé aux championnats d'Europe de cross.

## Carrière

### Débuts chez les jeunes (2003 - 2011)
Hassan Chahdi commence l’athlétisme en 2003 avec les courses scolaires et s'illustre dès sa deuxième année en décrochant une deuxième place au championnat de France de cross-country UNSS. 
Il prend sa première licence d'athlétisme sous les couleurs de l’Arve Athletisme Bonneville-Pays Rochois avec comme entraîneur Christian Dunand. 
Deuxième de l'édition 2009, il remporte le titre individuel espoirs des Championnats d'Europe de cross-country 2010 dans le temps de 24 min 11 s, devançant de trois secondes son compatriote Florian Carvalho. Il est également vice-champion de France en 2011 à Paray-le-Monial derrière Morhad Amdouni et champion de France espoir.

### Carrière chez les séniors à partir de 2011
En 2011, alors qu'il est encore dans la catégorie espoir, il finit 4e des Championnats d'Europe de cross-country 2011 dans la catégorie sénior.
Il ne participe pas aux championnats de France de cross-country en 2012 à La Roche-sur-Yon, ni à ceux de 2013 à Lignières.
En 2015, sur le parcours des Mureaux, il remporte son premier titre individuel en senior en devançant Abdellatif Meftah et El Hassane Ben Lkhainouch, en bouclant les 11 450 m en 35 min 53 s avec une avance très confortable sur ses poursuivants.
Il est 4e au semi-marathon de Paris de 2015 et premier Français derrière deux Kényans et un Éthiopien en 1 h 1 min 42 s.
Le 26 février 2017, il devient triple champion de France de cross long après ses victoires en 2015 et 2016.

#### Débuts sur marathon
Le 9 avril 2017, il réalise un temps de 2 h 10 min 20 s lors du marathon de Paris, signant par la même occasion la meilleure performance française de l'année. Il réalise la meilleure performance française à Paris depuis Simon Munyutu en 2008 (2 h 9 min 24 s).
Le 27 mai 2018, Hassan Chahdi remporte la 39e édition des 20 km de Bruxelles, en 1 h 2 min 56 s.
Le 17 février 2019, il termine le marathon de Séville en 2 h 9 min 53 s, signant par la même occasion un nouveau record personnel et les minima IAAF, synonyme de qualification pour les Jeux olympiques de Tokyo.

#### International sur marathon
En 2020, il établit un nouveau record personnel au marathon de Valence en 2 h 9 min 12 s qui lui permet de consolider sa qualification pour les Jeux Olympiques de Tokyo en 2021. Ce record constitue la 8e meilleure performance française de tous les temps sur la distance.
En 2022, il arrive en première position du Marseille-Cassis en ayant fini la course en 1 h 0 min 43 s avec une vitesse moyenne de 19,8 km/h.
17e de ses premiers championnats du monde sur marathon à Eugene en 2022, Chahdi se classe 7e lors de l'édition suivante à Budapest en août 2023. 
Parti prudemment (58e au 10e km, 42e au semi-marathon, encore 14e à deux kilomètres de l'arrivée) il effectue une superbe remontée dans la deuxième moitié de course. 
Cette performance est historique à plus d'un titre : il s'agit ainsi de la première place de finaliste (top 8) pour un français lors d'un Championnat du monde - la meilleure performance française était alors une 11e place obtenue par Philippe Rémond en 1997 à Athènes, et, surtout, de la meilleure performance pour un français lors d'une compétition mondiale (CM et JO) depuis la victoire d'Alain Mimoun lors des Jeux Olympiques de Melbourne en 1956.
Malgré cette performance, qui le rendait prioritaire pour la sélection aux Jeux olympiques 2024, Hassan Chahdi voit sa préparation retardée et ne peut confirmer son état de forme en compétition officielle, comme cela était convenu, rendant sa participation incertaine. Il y participe finalement, à la suite du retrait forcé de Mehdi Frère, qui n'a pas satisfait à des règles de contrôle antidopage, et de Morhad Amdouni, forfait pour blessure. Hassan Chahdi, rappelé très tardivement, termine finalement en vingtième position, et deuxième français dans cette épreuve.

## Formation et vie professionnelle
Titulaire d'un diplôme d'État en ergothérapie obtenu en 2017, il se consacre désormais pleinement à sa pratique de l'athlétisme jusqu'aux Jeux olympiques 2024 à Paris.

## Palmarès

### International
| Date | Compétition                            | Lieu      | Place | Épreuve       |
| ---- | -------------------------------------- | --------- | ----- | ------------- |
| 2006 | Championnats de Monde scolaire         | Athènes   | 1er   | Individuel    |
| 2009 | Championnats d'Europe de cross espoirs | Dublin    | 2e    | Individuel    |
| 2010 | Championnats d'Europe de cross espoirs | Albufeira | 1er   | Individuel    |
| 2011 | Championnats d'Europe de cross         | Velenje   | 4e    | Individuel    |
| 2012 | Championnats d'Europe de cross         | Budapest  | 2e    | Individuel    |
| 2013 | Championnats d'Europe de cross         | Belgrade  | 5e    | Individuel    |
| 2016 | Championnats d'Europe                  | Amsterdam | 7e    | Semi-marathon |
| 2017 | Championnats d'Europe de cross         | Samorin   | 4e    | Individuel    |
| 2018 | 20 km de Bruxelles                     | Bruxelles | 1er   | Individuel    |
| 2018 | 20 km de Paris                         | Paris     | 3e    | Individuel    |
| 2022 | Championnats du monde d'athlétisme     | Eugene    | 17e   | Marathon      |
| 2023 | Marathon de Boston                     | Boston    | 9e    | Marathon      |
| 2023 | Championnats du monde d'athlétisme     | Budapest  | 7e    | Marathon      |
| 2024 | Marathon de Londres                    | Londres   | 5e    | Marathon      |

### National
- Champion de France de cross long en 2015, 2016 et 2017
- Champion de France de 10 km en 2015 et 2018
- Champion de France 3000 m indoor en 2015
- Vice-champion de France de cross long en 2011
- Vainqueur des Interrégionaux Centre-Est de cross long en 2011
- Champion de Rhône-Alpes de cross long en 2010, 2011, 2013 et 2014
- Vainqueur du 10 km de Paris en 2024

## Records
| Épreuve          | Performance    | Lieu                | Date            |
| ---------------- | -------------- | ------------------- | --------------- |
| 1 000 m          | 2 min 26 s 56  | Montélimar          | 14 juillet 2020 |
| 1 500 m          | 3 min 45 s 45  | Les Sables-d'Olonne | 27 juillet 2008 |
| 3 000 m (indoor) | 7 min 56 s 39  | Val de Reuil        | 12 février 2013 |
| 5 000 m          | 13 min 38 s 93 | Carquefou           | 16 juin 2018    |
| 10 km            | 28 min 19 s    | Paris               | 5 juin 2022     |
| Semi-marathon    | 1 h 1 min 21 s | Herzogenaurach      | 30 avril 2022   |
| Marathon         | 2 h 7 min 30 s | Londres             | 21 avril 2024   |